# Specula retifera
Specula retifera là một loài small là động vật thân mềm chân bụng sống ở biển trong họ Cerithiopsidae.